# Lars Jannedal

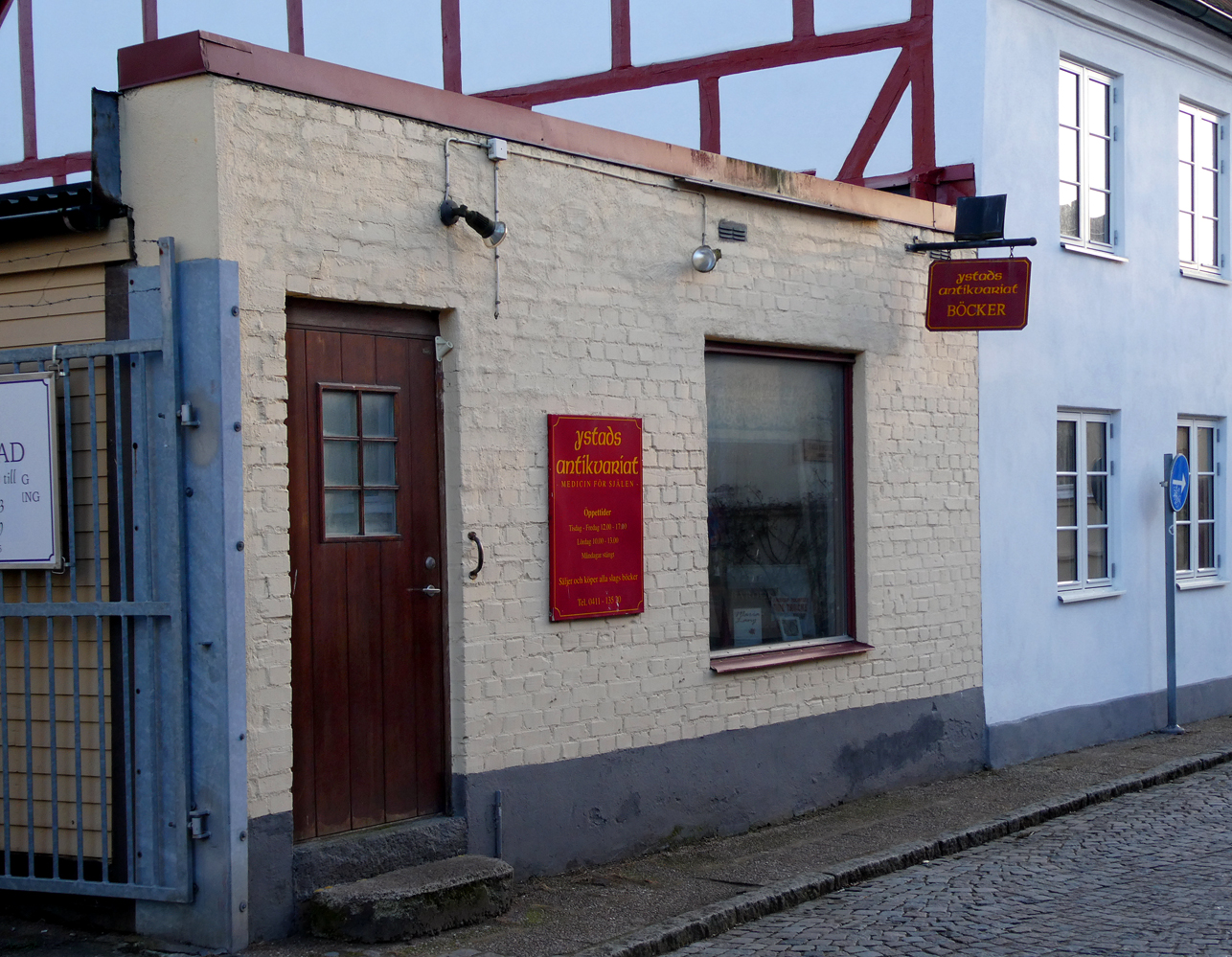
Ystads Antikvariat på Lilla Östergatan.

Lars Jannedal, född 12 december 1950 i Stockholm, är antikvariatsinnehavare och författare. 

## Berättelserna om Sherlock Holmes
Jannedals romandebut var deckarparodin Den löse skägghandlaren (1994), en berättelse om hur Sherlock Holmes och dr Watson besöker Ystad och i stadens omgivningar utreder en serie mystiska händelser, bland annat tillsammans med detektiven Sture Svensson. Holmes och Watson har även förekommit som karaktärer i Jannedals humoristiska noveller "Mysteriet på Borup" och "Den lismande mannen i Ystad". 

## Berättelserna om den Begagnade Bokhandlaren
I "Den lismande mannen i Ystad" möter Holmes och Watson innehavaren av Ystads antikvariat, som därefter går under namnet den Begagnade Bokhandlaren, men som egentligen är döpt till Herodes Berntson. Den Begagnade Bokhandlaren förekommer sedan som huvudperson i novellerna "Den röda sillen" (som är berättad av dr Watson), "Den tyske kalkoneraren" och "Net-mot". Kring den Begagnade Bokhandlaren rör sig ett antal återkommande figurer: målaren Sten Kajman, det armeniska bokbodsbiträdet Da Nóhla, kommissarie Valle Kurtsander.

## Övriga skrifter
Den Begagnade Bokhandlaren har även satt sina spår i citatsamlingen Det där har jag aldrig sagt! och Den Begagnade Bokhandlarens Totalencyklopedi, både anges vara författade av Herodes Berntson. Jannedal har även varit medförfattare till två böcker om Butterick's samt varit flitig skribent i svenska Sherlock Holmes-sällskapet The Baskerville Hall Club of Swedens tidskrift The Moor. Lars Jannedal var medlem i (det numera nerlagda) Skånska Deckarsällskapet.